# 黄尖镇
黄尖镇，是中华人民共和国江苏省盐城市亭湖区下辖的一个乡镇级行政单位。

## 行政区划
黄尖镇下辖以下地区：
新同社区、新街社区、黄尖社区、新洋社区、新闸村、涵洞村、花川村、指南村、洋尖村和兴农村。